# Marshall Rothstein
Marshall E. Rothstein, né le 25 décembre 1940 à Winnipeg, est un juriste canadien. Il est juge puîné à la Cour suprême du Canada du 1er mars 2006 au 31 août 2015.

## Débuts
Né à Winnipeg (Manitoba) de parents juifs ayant immigré de l'Europe de l'Est, il reçoit un baccalauréat en commerce en 1962 et un baccalauréat en droit en 1966 de l'Université du Manitoba. Il est appelé au Barreau du Manitoba en 1966. En 1966, il épouse Sheila Dorfman, une médecin montréalaise. Ils ont quatre enfants : Ronald, Douglas, Tracey et Robert.

## Carrière

### Nomination à la Cour suprême
Rothstein était un de trois candidats recommandés pour être nommés à la Cour suprême du Canada sur la courte liste fournie par un comité formé par le gouvernement libéral sortant, à la suite de la retraite de John C. Major au début de 2006. Le premier ministre Stephen Harper choisit Rothstein comme candidat de son gouvernement à la Cour suprême.
Beaucoup de conservateurs canadiens avaient longtemps critiqué le processus de nomination des juges à la Cour suprême, qui était traditionnellement une décision unilatérale du Premier ministre, sans aucune aide venant d'autres politiciens, surtout de l'opposition. Le chef du Parti conservateur, Stephen Harper, avait donc fait la promesse de réformer le processus de nomination au cours de ses campagnes électorales.
Sitôt après la sélection de Rothstein, le Premier ministre Harper crée un Comité spécial chargé d'étudier la nomination d'un candidat à la Cour suprême du Canada, une création nouvelle dont le but était de permettre au nouveau nommé de faire face au questions des députés fédéraux, inspiré du procès en vigueur aux États-Unis. Le comité était présidé par le professeur de droit constitutionnel Peter Hogg.
Le comité était controversé. Plusieurs critiques conservateurs protestaient qu'il n'allait pas assez loin, tandis que les critiques libéraux affirmaient au contraire qu'il allait trop loin. Harper était clair que bien que le comité spécial aurait le pouvoir d'interroger le candidat, il n'aurait pas le pouvoir de veto sur la nomination — contrairement aux comités semblables aux États-Unis qui ont ce droit. De plus, les députés faisant partie du comité avaient été encouragés à s'abstenir de poser des questions sur les opinions personnelles de Rothstein sur des questions morales ou les sujets de décisions judiciaires futures possibles.
Bien qu'il s'était trouvé sur la courte liste des libéraux, Rothstein était considéré comme le plus conservateur des trois candidats. Durant la session, Rothstein a été interrogé sur sa philosophie judiciaire, et il déclara qu'il n'appuyait pas l'activisme judiciaire, et que les tribunaux devaient faire preuve d'extrême prudence quand ils prenaient des décisions qui renverseraient des lois votées par le Parlement.
Après la parution devant le comité, Rothstein a officiellement été confirmé comme le candidat de l'exécutif parlementaire le 1er mars 2006 ; la candidature fut confirmée par la gouverneure générale Michaëlle Jean, et Rothstein fut nommé à la Cour suprême la même journée.